# Forces de défense du peuple
Pour les articles homonymes, voir HPG et Forces de défense du peuple (homonymie).
Ne doit pas être confondu avec Unités de protection du peuple.
Les Forces de défense du peuple (en kurde : Hêzên Parastina Gel, abrégé HPG, prononcé [hɛ.pɛ.gɛ]) constituent la branche armée du Parti des travailleurs du Kurdistan (PKK),.

## Histoire

### Origines

#### Les HRK, unités de «propagande armée»
Les premières unités militaires constituées par le Parti des travailleurs du Kurdistan sont les Hêzên Rizgariya Kurdistan (HRK, Forces de libération du Kurdistan). Il s'agit alors de petits groupes chargés de faire de la « propagande armée ». Le premier commandant des HRK est Duran Kalkan.

##### Le 15 août 1984
En 1984, les HRK sont chargées de lancer la lutte armée. Pour se faire connaître, il est décider de frapper l'opinion publique kurde en organisant une opération de grande envergure. Le plan consiste à prendre d'assaut, le même jour, trois petites villes kurdes : Eruh, Shemzinan, et Çatak. La date arrêtée est le 15 août 1984. Pour la première fois, les militants du PKK porteront des uniformes. Le groupe d'Eruh est commandé par Mahsum Korkmaz, celui de Shemzinan par Abdullah Ekinci et celui de Çatak par Terzi Cemal. Au jour dit, les groupes de combattants des HRK occupent Eruh et Shemzinan. Le groupe qui aurait dû mener l'action à Çatak renonce au dernier moment. Dans les deux autres villes, les combattants des HRK mettent en fuite les gendarmes turcs, distribuent des tracts et vident la prison, avant de se replier en fin de journée. Le bilan humain est de un mort et de plusieurs blessés parmi les gendarmes turcs. Le PKK, lui, évalue l'action comme une grande victoire, malgré la défection d'un des trois groupes. La journée est désignée comme « l'élan » du colonisé qui relève la tête contre le colonisateur. De son côté, la presse turque minimise les faits. Quant à l'armée turque, si ,dans ses déclarations, elle les minimise elle aussi, elle engage dès le lendemain des opérations de ratissages,,.

#### L'ARGK
Lors du troisième Congrès du PKK, tenu à Damas en octobre 1986, la décision est prise de constituer une grande armée de libération nationale. Ce sera l'Armée de libération du peuple kurde (ARGK, Artêşa Rizgariya Gelê Kurdistan).

### Le changement stratégique: de la «guerre de libération nationale» à la «légitime défense»
En août 1999, répondant à l'appel d'Abdullah Öcalan, les forces de l'ARGK se retirent du Kurdistan turc pour se replier au Kurdistan irakien, où elle se placent en position défensive.
Les HPG sont créées en 2000, par une décision du 7e congrès extraordinaire du PKK, en tant que branche militaire du PKK. Elles remplacent l'Armée populaire de libération du Kurdistan (kurde : Artêşa Rizgariya Gelê Kurdistan). Le changement de nom symbolise le changement stratégique de l'organisation: c'est-à-dire que le PKK abandonne la stratégie de la « guerre de libération nationale ». La priorité est désormais laissée aux formes de lutte légales, mais en maintenant une force armée qui doit assurer la « légitime défense » du peuple.
En mai 2004, le PKK annonce la reprise d'une lutte armée de « légitime défense ». Un cessez-le-feu est décrété déjà le premier juin, pour « donner une chance à la paix ». En juin 2005, le PKK, estimant que le gouvernement turc n'a tenu aucun compte des cessez-le-feu unilatéraux et ne montre aucune volonté de résoudre la question kurde d'une manière pacifique, annonce la reprise de la lutte armée. D'autres cessez-le-feu seront décrétés, mais ils ne seront pas non plus pris en compte par l'État turc.

## Organisation

### Commandement
Murat Karayilan, dit « Cemal », est le premier commandant en chef des HPG. Le commandement général passe ensuite, en 2004, à Bahoz Erdal. En 2009, cette charge échoit à Nurredin Sufi. En 2013, Murat Karayılan redevient commandant général.

### Structures

Drapeau des YJA-Star

Les HPG sont composées d'un tiers de femmes. Une partie d'entre elles sont incorporées dans des unités mixtes (même si la Section constitue l'unité non-mixte minimale), les autres dans des unités non-mixtes. Mais toutes les femmes combattantes sont membres de droit des Yekitiyên Jinên Azad/YJA-Star (Unités des Femmes Libres). Ces unités sont aussi liées de manière organique au Partiya Azadiya Jinên Kurdistan (PAJK, Parti de la Liberté des Femmes du Kurdistan).

#### Combattants étrangers
Environ 10 % des combattants des HPG ne seraient pas d'origine kurde.